# レ・ロヨン
レ・ロヨン（Le Loyon、- 2013年頃）はスイスのSâles村近くの森を徘徊していたとされる人型生物の都市伝説で、「モールスの幽霊」とも呼ばれる。
噂ではボイラースーツ、マント、頭全体を覆うガスマスクに身を包んだ長身の人型生物（人間？）であるとされている。
正体についてはいくつかの説があり、例えば精神疾患の女性、巨大な男性、皮膚疾患に苦しむ人などといわれている。

## 外見

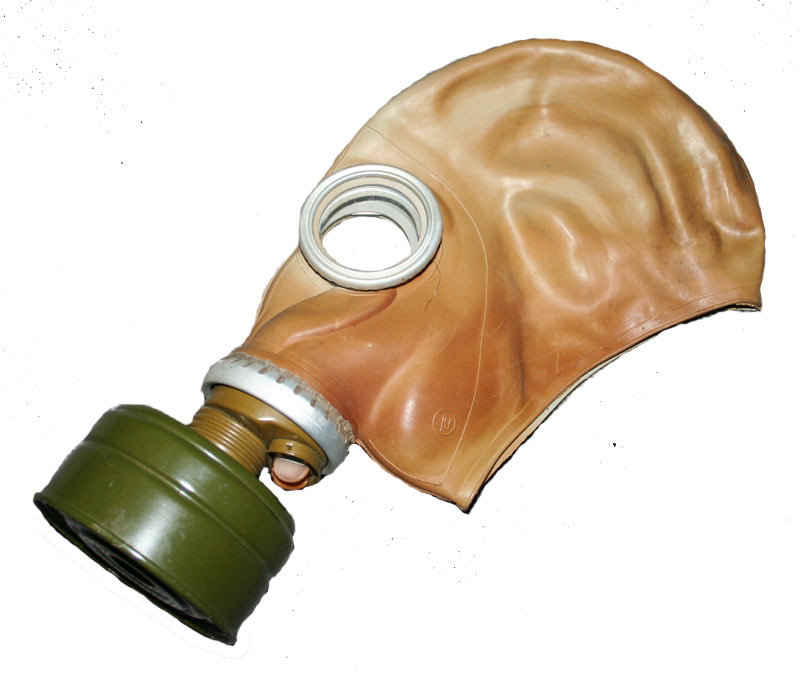
レ・ロヨンが着用していたとされるガスマスクに似たもの

ある目撃者は身長は190cmほどあったと話している。また、暗い色（黒またはダークグレー）のボイラースーツを着用し、迷彩柄のマントで身を覆っていたとされる。最も特徴的なのは、頭全体を覆う古いガスマスクを装着していることである。

## 目撃情報
最初の目撃情報は、1990年代後半から2000年代前半である。この中には登山道で花を摘むレ・ロヨンを見て驚いたと主張する地元の女性もいた。
2013年9月、スイスのフランス語新聞『ル・マタン』は、無名のアマチュア写真家が撮影したレ・ロヨンとされる人物の写真を掲載した。この写真が出回った直後、レ・ロヨンは自殺した。彼はその時軍服を脱がされ、死亡診断も提出されたという。しかし、実はこの遺体は偽装で、レ・ロヨンは今も森に潜んでいるという説を信じる者もいる。